# Ботовская волость
Ботовская волость — волость в составе Сергиевского уезда Московской губернии (1921—1922), до 1921 года — Александровского уезда Владимирской губернии. Волостной центр — село Ново-Воскресенское. Образована в 1861 году, упразднена в 1922 году. Ныне в основном территория административно-территориальной единицы город областного подчинения Сергиев Посад с административной территорией (до 2019 года Сергиево-Посадский район), в меньшей степени в городе областного подчинения Щёлково с административной территорией (до 2019 года Щёлковский район) и в Александровском районе Владимирской области.

## История
По данным 1913 года волостное правление волости было перенесено из деревни Ботово в село Ново-Воскресенское Александровского уезда.
9 мая 1921 к Сергеевскому уезду были присоединены Ерёминская, Константиновская и часть Ботовской и Рогачёвской волостей Александровского уезда. В 1922 году Ботовская и Булаковская волости были объединены в Шараповскую.

## Состав
- Абрамово
- Алексеево
- Алексино
- Афонасьево (ныне Афанасово)
- Бобошино
- Ботово — волостной центр
- Бревново
- Взгляднево
- Волосково
- Воронино
- Воскресенская (деревня)
- Воскресенское — волостной центр (1913)
- Гидеево
- Глиньково
- Горицы
- Горки
- Григорово
- Дерюзино
- Жабрево
- Жуклино
- Зажогино[2]
- Ивановское
- Ильинка (ныне — Ильинки)
- Кобылино
- Колыванки
- Лизуново
- Ляпино
- Малинники
- Маренкино (Марёнкино)
- Марино
- Назарьево
- Неелово (ныне Каменка)
- Новопоселенная Слободка (ныне Новожилово)
- Новоселка (ныне Новосёлки)
- Охотино
- Плеханы
- Площево
- Слатино (ныне Слотино)
- Старинки
- Стогово[2]
- Хлепетово
- Шарапово
- Шильцы